# Рајхенбах (Горња Франкофонија)
Рајхенбах (њем. Reichenbach) град је у њемачкој савезној држави Баварска. Једно је од 18 општинских средишта округа Кронах. Према процјени из 2010. у граду је живјело 762 становника. Посједује регионалну шифру (AGS) 9476166.

## Географски и демографски подаци
Рајхенбах се налази у савезној држави Баварска у округу Кронах. Град се налази на надморској висини од 610 метара. Површина општине износи 8,6 km². У самом граду је, према процјени из 2010. године, живјело 762 становника. Просјечна густина становништва износи 88 становника/km².